# A Sense of Purpose
A Sense of Purpose è il nono album in studio del gruppo musicale svedese In Flames, pubblicato il 4 aprile 2008 dalla Nuclear Blast.

## Descrizione
L'album è stato pubblicato il 4 aprile 2008 dalla Nuclear Blast. Di questo album sono state pubblicate varie edizioni. Una con il semplice CD, una con CD DVD in edizione limitata e una con un box esclusivo a tiratura limitata di 1500 copie. La copertina è stata creata, come annuncia il sito, da: Alex Pardee for ZeroFriends.

## Tracce
1. The Mirror's Truth  – 3:01
2. Disconnected – 3:36
3. Sleepless Again – 4:09
4. Alias – 4:49
5. I'm The Highway – 3:41 (Nel libretto scritta come "I Am The Highway".)
6. Delight and Angers – 3:38
7. Move Through Me – 3:05
8. The Chosen Pessimist – 8:16
9. Sober and Irrelevant – 3:21
10. Condemned – 3:34
11. Drenched In Fear – 3:29
12. March To The Shore – 3:26
13. Eraser – 3:18 (bonus track edizione giapponese)
14. Tilt – 3:45 (bonus track edizione giapponese)
15. Abnegation – 3:43 (bonus track edizione giapponese)

## Formazione
- Anders Fridén - voce
- Björn Gelotte - chitarra
- Jesper Strömblad - chitarra
- Peter Iwers - basso
- Daniel Svensson - batteria